# 1. Tennis-Bundesliga (Damen) 2016
Die 1. Tennis-Bundesliga der Damen wurde 2016 zum 18. Mal ausgetragen, insgesamt sieben Mannschaften gingen an den Start. Aufsteiger waren Der Club an der Alster Hamburg und der DTV Hannover aus der 2. Bundesliga Nord sowie der TEC Waldau aus der 2. Bundesliga Süd.
Meister wurde ungeschlagen das Eckert Tennis Team Regensburg, während der Traditionsverein TC Moers 08 und der frisch aufgestiegene DTV Hannover in die 2. Bundesliga abstiegen.

## Spieltage und Mannschaften
| Spieltage                                 |
| ----------------------------------------- |
| 1. Spieltag: Do. 5. Mai 2016, 11:00 Uhr   |
| 2. Spieltag: So. 8. Mai 2016, 11:00 Uhr   |
| 3. Spieltag: Fr. 13. Mai 2016, 13:00 Uhr  |
| 4. Spieltag: So. 29. Mai 2016, 11:00 Uhr  |
| 5. Spieltag: Fr. 3. Juni 2016, 13:00 Uhr  |
| 6. Spieltag: So. 5. Juni 2016, 11:00 Uhr  |
| 7. Spieltag: So. 10. Juli 2016, 11:00 Uhr |

| Mannschaften                       |
| ---------------------------------- |
| Der Club an der Alster Hamburg (A) |
| DTV Hannover (A)                   |
| Eckert Tennis Team Regensburg      |
| M2Beauté Ratingen                  |
| TC DD Daumann 08 Moers             |
| TC Rüppurr Karlsruhe               |
| TEC Waldau (A)                     |

## Abschlusstabelle
|     | Mannschaft                         | Begegnungen | Punkte | Matches | Sätze | Spiele  |
| --- | ---------------------------------- | ----------- | ------ | ------- | ----- | ------- |
| 01. | Eckert Tennis Team Regensburg      | 6           | 12:0   | 37:17   | 80:43 | 533:439 |
| 02. | TC Rüppurr Karlsruhe               | 6           | 10:2   | 35:19   | 76:43 | 562:430 |
| 03. | M2Beauté Ratingen                  | 6           | 6:6    | 28:26   | 67:61 | 515:505 |
| 04. | Der Club an der Alster Hamburg (A) | 6           | 6:6    | 21:33   | 54:70 | 473:515 |
| 05. | TEC Waldau (A)                     | 6           | 4:8    | 30:24   | 66:60 | 529:496 |
| 06. | DTV Hannover (A)                   | 6           | 4:8    | 25:29   | 57:67 | 480:511 |
| 07. | TC DD Daumann 08 Moers             | 6           | 0:12   | 13:41   | 32:88 | 379:575 |

## Mannschaftskader
| Pos. | Name               |
| ---- | ------------------ |
| 1    | Angelique Kerber   |
| 2    | Karolína Plíšková  |
| 3    | Petra Cetkovská    |
| 4    | Julia Görges       |
| 5    | Johanna Larsson    |
| 6    | Polona Hercog      |
| 7    | Tatjana Maria      |
| 8    | Richèl Hogenkamp   |
| 9    | Lesley Kerkhove    |
| 10   | Andrea Hlaváčková  |
| 11   | Tereza Martincová  |
| 12   | Barbora Krejčíková |
| 13   | Arantxa Rus        |
| 14   | Natela Dzalamidze  |
| 15   | Caroline Ancicka   |
| 16   | Kiara Traeger      |

| Pos. | Name                   |
| ---- | ---------------------- |
| 1    | Annika Beck            |
| 2    | Anna-Lena Friedsam     |
| 3    | Teliana Pereira        |
| 4    | Kirsten Flipkens       |
| 5    | Katerina Bondarenko    |
| 6    | Laura Siegemund        |
| 7    | Andreea-Christina Mitu |
| 8    | Romina Oprandi         |
| 9    | Anne Schäfer           |
| 10   | Réka Luca Jani         |
| 11   | Anna Bondár            |
| 12   | Dalma Gálfi            |
| 13   | Darija Jurak           |
| 14   | Eléonora Molinaro      |
| 15   | Chantal Sauvant        |
| 16   | Julia Walz             |

| Pos. | Name                |
| ---- | ------------------- |
| 1    | Elina Switolina     |
| 2    | Irina-Camelia Begu  |
| 3    | Jeļena Ostapenko    |
| 4    | Lara Arruabarrena   |
| 5    | Magda Linette       |
| 6    | Stefanie Vögele     |
| 7    | Sesil Karatantcheva |
| 8    | Mandy Minella       |
| 9    | Michaëlla Krajicek  |
| 10   | Tamara Korpatsch    |
| 11   | Natália Vajdová     |
| 12   | Nicola Geuer        |
| 13   | Imke Küsgen         |
| 14   | Kristina Barrois    |
| 15   | Nicole Thijssen     |
| 16   | Laura Holterbosch   |

| Pos. | Name               |
| ---- | ------------------ |
| 1    | Barbora Strýcová   |
| 2    | Madison Brengle    |
| 3    | Denisa Allertová   |
| 4    | Mona Barthel       |
| 5    | Carina Witthöft    |
| 6    | Pauline Parmentier |
| 7    | Evgeniya Rodina    |
| 8    | Stéphanie Foretz   |
| 9    | Katarzyna Kawa     |
| 10   | Julie Coin         |
| 11   | Marie Bouzková     |
| 12   | Laura Thorpe       |
| 13   | Lisa Matviyenko    |
| 14   | Vinja Lehmann      |
| 15   | Emilie Francati    |
| 16   | Jennifer Witthöft  |

| Pos. | Name                    |
| ---- | ----------------------- |
| 1    | Anastasija Sevastova    |
| 2    | Kateřina Siniaková      |
| 3    | Ana Bogdan              |
| 4    | Katarzyna Piter         |
| 5    | Antonia Lottner         |
| 6    | Anna Zaja               |
| 7    | Laura Schaeder          |
| 8    | Valeria Solovyeva       |
| 9    | Lena Rüffer             |
| 10   | Jasmin Jebawy           |
| 11   | Anna Gabric             |
| 12   | Tanja Winkler           |
| 13   | Stefanie Vorih          |
| 14   | Yvonne Neuwirth         |
| 15   | Beatrice Krauss-Granate |
| 16   | Clara Patrizia Rizea    |

| Pos. | Name                        |
| ---- | --------------------------- |
| 1    | Kiki Bertens                |
| 2    | Paula Kania                 |
| 3    | Stephanie Vogt              |
| 4    | Patty Schnyder              |
| 5    | María José Martínez Sánchez |
| 6    | Elena Camerin               |
| 7    | Anna-Lena Grönefeld         |
| 8    | Kim Grajdek                 |
| 9    | Angelika Roesch             |
| 10   | Shaline-Doreen Pipa         |
| 11   | Syna Kayser                 |
| 12   | Anastazja Rosnowska         |
| 13   | Laura Bente                 |
| 14   | Alicja Rosolska             |
| 15   | Marie Martirosov            |
| 16   | Melanie Rehmann             |

| Pos. | Name                     |
| ---- | ------------------------ |
| 1    | Darya Kasatkina          |
| 2    | Alison Van Uytvanck      |
| 3    | Jana Čepelová            |
| 4    | Rebecca Peterson         |
| 5    | Elise Mertens            |
| 6    | Laura Pous Tió           |
| 7    | Marina Melnikova         |
| 8    | Tadeja Majerič           |
| 9    | Tara Moore               |
| 10   | Melanie Klaffner         |
| 11   | Michaela Hončová         |
| 12   | Fanny Stollár            |
| 13   | Patricia Mayr-Achleitner |
| 14   | Kim Van der Horst        |
| 15   | Katharina Herpertz       |
| 16   | Tabea Dembeck            |

## Ergebnisse
Die am jeweiligen Tag spielfreie Mannschaft wird nicht aufgeführt.
| Datum/Uhrzeit    | Heimmannschaft                 | Gastmannschaft                 | Matches | Sätze | Spiele |
| ---------------- | ------------------------------ | ------------------------------ | ------- | ----- | ------ |
| Do. 05.05. 11:00 | Eckert Tennis Team Regensburg  | Der Club an der Alster Hamburg | 8:1     | 16:3  | 99:57  |
| Do. 05.05. 11:00 | DTV Hannover                   | TC DD Daumann 08 Moers         | 7:2     | 15:5  | 96:75  |
| Do. 05.05. 11:00 | M2Beauté Ratingen              | TEC Waldau Stuttgart 1         | 3:6     | 9:14  | 82:100 |
| So. 08.05. 11:00 | M2Beauté Ratingen              | DTV Hannover                   | 5:4     | 13:9  | 95:70  |
| So. 08.05. 11:00 | Der Club an der Alster Hamburg | TC Rüppurr Karlsruhe 1         | 2:7     | 5:14  | 59:91  |
| So. 08.05. 11:00 | TEC Waldau 1                   | Eckert Tennis Team Regensburg  | 4:5     | 9:11  | 94:89  |
| Fr. 13.05. 13:00 | TEC Waldau 1                   | DTV Hannover                   | 4:5     | 10:13 | 77:94  |
| Fr. 13.05. 13:00 | TC DD Daumann 08 Moers         | Der Club an der Alster Hamburg | 4:5     | 10:13 | 82:94  |
| Fr. 13.05. 13:00 | Eckert Tennis Team Regensburg  | TC Rüppurr Karlsruhe 1         | 6:3     | 13:10 | 88:87  |
| So. 29.05. 11:00 | Der Club an der Alster Hamburg | M2Beauté Ratingen              | 3:6     | 9:13  | 81:94  |
| So. 29.05. 11:00 | TC Rüppurr Karlsruhe 1         | TEC Waldau Stuttgart 1         | 5:4     | 11:8  | 93:82  |
| So. 29.05. 11:00 | TC DD Daumann 08 Moers         | Eckert Tennis Team Regensburg  | 2:7     | 5:14  | 58:80  |
| Fr. 03.06. 13:00 | TC Rüppurr Karlsruhe 1         | DTV Hannover                   | 8:1     | 16:3  | 105:66 |
| Fr. 03.06. 13:00 | Der Club an der Alster Hamburg | TEC Waldau 1                   | 5:4     | 12:9  | 96:77  |
| Fr. 03.06. 13:00 | M2Beauté Ratingen              | TC DD Daumann 08 Moers         | 7:2     | 15:4  | 103:67 |
| So. 05.06. 11:00 | DTV Hannover                   | Der Club an der Alster Hamburg | 4:5     | 8:12  | 72:86  |
| So. 05.06. 11:00 | Eckert Tennis Team Regensburg  | M2Beauté Ratingen              | 6:3     | 15:7  | 104:61 |
| So. 05.06. 11:00 | TC DD Daumann 08 Moers         | TC Rüppurr Karlsruhe 1         | 2:7     | 4:15  | 55:103 |
| So. 10.07. 11:00 | DTV Hannover                   | Eckert Tennis Team Regensburg  | 4:5     | 9:11  | 82:73  |
| So. 10.07. 11:00 | TC Rüppurr Karlsruhe 1         | M2Beauté Ratingen              | 5:4     | 10:10 | 83:80  |
| So. 10.07. 11:00 | TEC Waldau 1                   | TC DD Daumann 08 Moers         | 8:1     | 16:4  | 99:42  |